# Étang-sur-Arroux
Étang-sur-Arroux település Franciaországban, Saône-et-Loire megyében. Lakosainak száma 1788 fő (2022. január 1.). Étang-sur-Arroux Laizy, Brion, La Chapelle-sous-Uchon, La Comelle, Mesvres, Saint-Didier-sur-Arroux, Saint-Nizier-sur-Arroux és La Tagnière községekkel határos.

## Népesség
A település népességének változása:
| Lakosok száma | 1929 | 1910 | 2049 | 1858 | 1835 | 1811 | 1803 | 1794 | 1788 |
|               | 2013 | 2015 | 2016 | 2017 | 2018 | 2019 | 2020 | 2021 | 2022 |